# Kitajima Yoshio
Yoshio Kitajima (sinh ngày 29 tháng 10 năm 1975) là một cầu thủ bóng đá người Nhật Bản.

## Sự nghiệp câu lạc bộ
Yoshio Kitajima đã từng chơi cho Oita Trinity, Mito HollyHock, Ventforet Kofu và Shonan Bellmare.